# Lešná
Lešná är en ort i Tjeckien.   Den ligger i regionen Zlín, i den östra delen av landet, 260 km öster om huvudstaden Prag. Lešná ligger 295 meter över havet och antalet invånare är 1 965.
Terrängen runt Lešná är platt västerut, men österut är den kuperad.Runt Lešná är det ganska tätbefolkat, med 214 invånare per kvadratkilometer. Närmaste större samhälle är Valašské Meziříčí, 6,2 km sydost om Lešná. Omgivningarna runt Lešná är en mosaik av jordbruksmark och naturlig växtlighet.